# Beatragus hunteri
La hirola (Beatragus hunteri Sclater, 1889) è un bovide africano, presente in una regione ristretta fra il fiume Tana (Kenya) e il fiume Juba in Somalia, e nel Parco di Tsavo Est (Kenya). In inglese si chiama Hunter's hartbeest o hirola; in swahili nyamera.

## Descrizione
La hirola è molto simile al damalisco comune o topi. Ha un'altezza al garrese di circa 1 m e un peso compreso fra 70 e 110 kg. Ha un manto fulvo omogeneo, con toni più scuri sulle zampe. Sul muso, una linea di pelo bianco unisce i due occhi. La coda (più lunga di quella del topi) è bianca, con la punta nera. Sia maschio che femmina hanno corna sottili e puntute, incurvate verso l'alto e verso l'esterno; quelle del maschio sono più spesse e più lunghe, e possono arrivare a 70 cm di lunghezza.

## Habitat e alimentazione
Il damalisco di Hunter vive in aree di savana, sia erbosa che semiarida e arbustiva, e si nutre di erba corta. Possono passare lunghi periodi senza bere.

## Comportamento
I damalischi di Hunter sono animali gregari. Le famiglie, costituite da un maschio e un certo numero di femmine con i piccoli, arrivano in genere fino a 15-20 individui; a seconda del periodo dell'anno, le famiglie si uniscono a formare branchi anche di centinaia. Durante i periodi passati in branco, le famiglie talvolta si scambiano dei membri, cosa che contribuisce ad arricchire la varietà genetica delle famiglie.

## Predatori
Gli adulti sono predati soprattutto da leoni e ghepardi. I piccoli sono esposti anche agli attacchi delle iene e delle aquile. Nell'area di diffusione dei damalischi, inoltre, il bracconaggio è piuttosto diffuso e costituisce un'importante causa di morte per questi animali.

## Conservazione
La popolazione di damalischi di Hunter era considerata in pericolo già nel 1963. Da allora, ha subito due periodi di contrazione. Nel periodo 1976-1978, la popolazione è scesa da 14.000 a 2.000 individui, per causa tuttora ignote. Nel 1995, probabilmente a causa di un incremento del bracconaggio, la popolazione è ulteriormente scesa fino a 300 individui. Oggi i damalischi di Hunter sono una delle specie più rare e più prossime all'estinzione del pianeta. Il Kenya sta portando avanti alcuni progetti di conservazione, difendendo una piccola popolazione (meno di un centinaio di capi) nel parco di Tsavo Est.
La Zoological Society of London, in base a criteri di unicità evolutiva e di esiguità della popolazione, considera Beatragus hunteri una delle 100 specie di mammiferi a maggiore rischio di estinzione.

## Classificazione
Il damalisco di Hunter viene talvolta classificato come sottospecie del Damaliscus lunatus, e denominato Damaliscus lunatus hunteri.
Nel 1999 è stato proposto di considerarlo l'unico membro di un genere distinto Beatragus, e quindi riclassificarlo come Beatragus hunteri.